# Chimarra saudia
Chimarra saudia là một loài Trichoptera trong họ Philopotamidae. Chúng phân bố ở miền Cổ bắc.